# 凹頭站
凹頭站（英語：Au Tau Station）是香港未來港鐵北環綫的鐵路站，預定2025年動工、2034年落成啟用。

## 歷史
2020年12月16日，行政長官會同行政會議批准政府邀請港鐵開展北環綫項目的詳細規劃及設計，該線全長10.7公里，並將分兩期推展，第一期先興建在東鐵綫落馬洲支綫上增設的古洞站，料2023年動工、2027年竣工，造價達35億港元（按2015年價格估算）；第二期則為屯馬綫錦上路站及古洞站之間的北環綫主線，並於新田、牛潭尾及凹頭增設3個中途站，料2025年動工，2034年竣工，造價為585億港元（按2015年價格估算）。

## 外部連結
- 香港鐵路大典上的相关条目：凹頭站